# Claro Open Colsanitas 2019
Il Claro Open Colsanitas 2019 è stato un torneo femminile di tennis giocato sulla terra rossa. È stata la 22ª edizione del Claro Open Colsanitas, che fa parte della categoria International nell'ambito del WTA Tour 2019. Si è giocato al Centro De Alto Rendimento di Bogotà, in Colombia, dall'8 al 14 aprile 2019.

## Partecipanti

### Teste di serie
| Nazionalità | Giocatrice                | Ranking* | Testa di serie |
| ----------- | ------------------------- | -------- | -------------- |
| Lettonia    | Jeļena Ostapenko          | 31       | 1              |
| Croazia     | Petra Martić              | 40       | 2              |
| Germania    | Tatjana Maria             | 59       | 3              |
| Slovacchia  | Anna Karolína Schmiedlová | 66       | 4              |
| Slovenia    | Tamara Zidanšek           | 67       | 5              |
| Stati Uniti | Amanda Anisimova          | 76       | 6              |
| Spagna      | Sara Sorribes Tormo       | 79       | 7              |
| Polonia     | Magda Linette             | 85       | 8              |
| Slovenia    | Dalila Jakupovič          | 92       | 9              |
| Serbia      | Ivana Jorović             | 100      | 10             |
| Spagna      | Lara Arruabarrena         | 102      | 11             |

* Ranking al 1º aprile 2019.

### Altre partecipanti
Le seguenti giocatrici hanno ricevuto una Wild card per il tabellone principale:
- Emiliana Arango
- Sabine Lisicki
- María Camila Osorio Serrano

La seguente giocatrice è entrata in tabellone grazie al ranking protetto:
- Shelby Rogers

Le seguenti giocatrici sono passate dalle qualificazioni:

- Irina Maria Bara
- Aliona Bolsova
- Beatriz Haddad Maia
- Jasmine Paolini
- Chloé Paquet
- Bibiane Schoofs

Le seguenti giocatrici sono entrate in tabellone come lucky loser:
- Kristie Ahn
- Francesca Di Lorenzo
- Sara Errani
- Elica Kostova
- Hiroko Kuwata

### Ritiri
Prima del torneo
- Eugenie Bouchard → sostituita da  Varvara Lepchenko
- Zarina Dijas → sostituita da  Kristie Ahn
- Misaki Doi → sostituita da  Irina Chromačëva
- Julia Glushko → sostituita da  Astra Sharma
- Nao Hibino → sostituita da  Sachia Vickery
- Dalila Jakupovič → sostituita da  Sara Errani
- Ivana Jorović → sostituita da  Hiroko Kuwata
- Tatjana Maria → sostituita da  Elica Kostova
- Petra Martić → sostituita da  Francesca Di Lorenzo

## Punti e montepremi
| Torneo    | Torneo              | V      | F      | SF     | QF    | 2T    | 1T    | Q  | Q2    | Q1  |
| Singolare | Punti               | 280    | 180    | 110    | 60    | 30    | 1     | 18 | 12    | 1   |
| Singolare | Premi in denaro ($) | 43.000 | 21.400 | 11.500 | 6.175 | 3.400 | 2.100 | –  | 1.020 | 600 |
| Doppio    | Punti               | 280    | 180    | 110    | 60    | –     | 1     | –  | –     | –   |
| Doppio    | Premi in denaro ($) | 12.300 | 6.400  | 3.435  | 1.820 | –     | 960   | –  | –     | –   |

## Campionesse

### Singolare
Amanda Anisimova ha battuto in finale  Astra Sharma con il punteggio di 4-6, 6-4, 6-1.
- È il primo titolo in carriera per Anisimova.

### Doppio
Zoe Hives /  Astra Sharma hanno battuto in finale  Hayley Carter /  Ena Shibahara con il punteggio di 6-1, 6-2.